# Lu guang sen lin
Lu guang sen lin (caratteri cinesi: 綠光森林; titolo internazionale: Green Forest, My Home) è una mini serie televisiva taiwanese in 15 episodi, andati in onda nel 2005 sul canale televisivo SETTV. I protagonisti sono stati interpretati da Esther Liu, Leon Jay Williams, Ethan Ruan e Song Zhi Ai. Esther Liu, essendo una cantante professionista e membro del duo musicale Sweety, ha anche cantato la sigla di apertura del teen drama.

## Trama
La serie è ambientata nell'immaginaria Royal Spencer Academy of Music, nella quale studiano la ricca Sophie (Esther Liu) e Luoshan (Song Zhi Ai), che è solo la figlia dell'autista dei genitori di Sohpie. Quando il padre di Luoshan muore in un incidente stradale causato dalla sua stessa ubriachezza, la ragazza viene adottata dalla famiglia di Sophie prendendo il nome di Susan. Da quel momento, Susan decide di rendere suo tutto ciò che è di Sophie.
Sophie ha un amico d'infanzia, che si chiama Jing Yuan Fang (Ethan Ruan) ed è innamorato di lei. Tuttavia un giorno a scuola incontra William (Leon Jay Williams), colui che erediterà la stessa Accademia, e i due si innamorano senza conoscere i rispettivi nomi. Purtroppo, però, William e Yuan Fang si trovano a breve a dover partire per l'estero, e Sophie e William si promettono che si rivedranno e staranno insieme. Prima di andarsene, William incontra accidentalmente la sorellastra di Sophie, Susan, e le chiede quale fosse il nome della sua amata. La ragazza, invece di dargli una risposta veritiera dicendogli che si chiama Sophie, gli dice il proprio nome ossia Susan, creando da questo momento il grande malinteso; William è ora convinto che il nome della sua amata sia Susan.
Passano gli anni, ed i quattro protagonisti si ritrovano di nuovo alla Royal Spencer Academy. William vuole cercare Sophie, la ragazza di cui era innamorato, ma Susan lo inganna facendogli pensare di essere lei la ragazza che aveva conosciuto. Nel frattempo, Sophie non riconosce né William né Yuan Fang, che mentre era all'estero ha cambiato il proprio nome in Owen ed è diventato un famoso violinista.
Solo più tardi Owen fa ritrovare sul serio Sophie e William, svelando la verità grazie al simbolo che usa Sophie per firmarsi, la lettera "I" seguita da un cuore. Ma Susan non si arrende facilmente, e dice a tutti che il fidanzamento tra lei e William è ancora valido, sebbene nella realtà William l'avesse cancellato giorni prima. Susan riesce a persuadere anche la stessa Sophie, mettendo in scena una situazione talmente triste che la ragazza arriva perfino ad avere pietà di lei. Nonostante tutto, William è ancora innamorato di Sophie e i due continuano a stare insieme, sebbene siano ostacolati anche dalla madre di lui. Una notte, William dichiara il suo amore a Sophie cantando la canzone Forever, e i due si fidanzano ufficialmente.
Ad aumentare le situazioni sfavorevoli, Sophie scopre di avere la pseudomonas. Nella disperazione e col pensiero di non farcela, manda a William ed Owen 60 regali a testa, uno per ogni Natale di 60 anni a venire.
L'epilogo si ha otto mesi più tardi: Susan si innamora di un ragazzo chiamato Bryan, Sophie e William si sposano, ed Owen vaga ancora alla ricerca dell'amore.

## Cast
- Leon Jay Williams: William Spencer / Wei Lian
- Esther Liu: Sophie / Su Fei
- Song Zhi Ai: Susan / Su Shan
- Ethan Ruan: Owen / Jin Ou Wen / Jin Yuan Fang
- David Chen: Brian / Direttor Shang
- Liang Xiu Zhi: Allen
- Lin Ke Wei: Xie You Mei
- Kido: Sun Da Jie
- Ruang Ruo Bai: Lan Ci Yun
- Bu Xue Liang: Amministratore scolastico
- Chen You Fang: Pao Ma
- Joanna Feng: Fiona / Fei Ou Nuo
- Cai Li Qun: He Shi Yu
- Lin Xiu Jun: Contessa / Xie Ya Yin
- Yao Kun Jun: He Li Xiang
- Fan Zong Pei: Fan Zong Pei
- Ishii Mika (石井美佳): Lan An Ni
- Zhao Zhong Ting: Bu Lu
- Shi Yu Yan: Xiao La Jiao Yi Ma
- Zheng Ling Yun: Xi Ma
- Lin Zheng Xun: Lei Li Wei "Da Pao"
- Wang Ming Yi: Jia Chong
- Zhan Jia Nuo: Mei Zi
- Xiang Bo Tao: William da bambino
- Wu Yan Xuan: Owen da bambino

## Colonna sonora
1. Yong Gan De Xing Fu (Courageous Happiness) - Sweety feat. Ethan Ruan & Chen Yu Fan
2. Yong Gan De Xing Fu (pezzo di accompagnamento) - Fan Zong Pei (strumentale)
3. Wu Fa Kai Kou (Unspeakable) - Su Yong Kang
4. Lü Guang Sen Lin "LA LA" Ban (Green Light Forest versione "LA LA") - Esther Liu
5. BLISS De Xi Yue (The Joy of Bliss) - Strumentale
6. Ai Shen E Zuo Ju (Cupid's Mischievous Play) - Sweety
7. Dui Zhi De Ai Qing (Confronted Love [William Vs Owen]) - Strumentale
8. Ai Shen E Zuo Ju (pezzo di accompagnamento) - Strumentale
9. Lü Guang Chuan Shuo (The Legend of Green Light) - Ah Bao
10. Yi Ge Ren De Xing Guang [Nan] (One's Star Light [uomo]) - Su Yong Kang
11. Forever (pezzo di accompagnamento) - Strumentale
12. San Ge Zi (Three Words) - Qiao Qiao feat. Ethan Ruan
13. Wei Lian Zhi Ge (Song of William) - Strumentale
14. Xing Fu Xiao Rong (Smile of Happiness) - Ah Bao
15. San Ge Zi (pezzo di accompagnamento) -Strumentale
16. Yi Ge Ren De Xing Guang [Nü] (One's Star Light [donna]) - Xu Jing Lan
17. Wu Fa Kai Kou (pezzo di accompagnamento) - Fan Zong Pei (strumentale)
18. Forever - Leon Jay Williams